# Peter Pengal
Peter Pengal, slovenski politik, * 17. januar 1946.
Med 21. decembrom 2000 in 27. marcem 2003 je bil državni sekretar Republike Slovenije na Ministrstvu za promet in zveze Republike Slovenije.